# Phytoscutus salebrosus
Phytoscutus salebrosus är en spindeldjursart som först beskrevs av Chant 1960.  Phytoscutus salebrosus ingår i släktet Phytoscutus och familjen Phytoseiidae. Inga underarter finns listade i Catalogue of Life.